# Assassiner

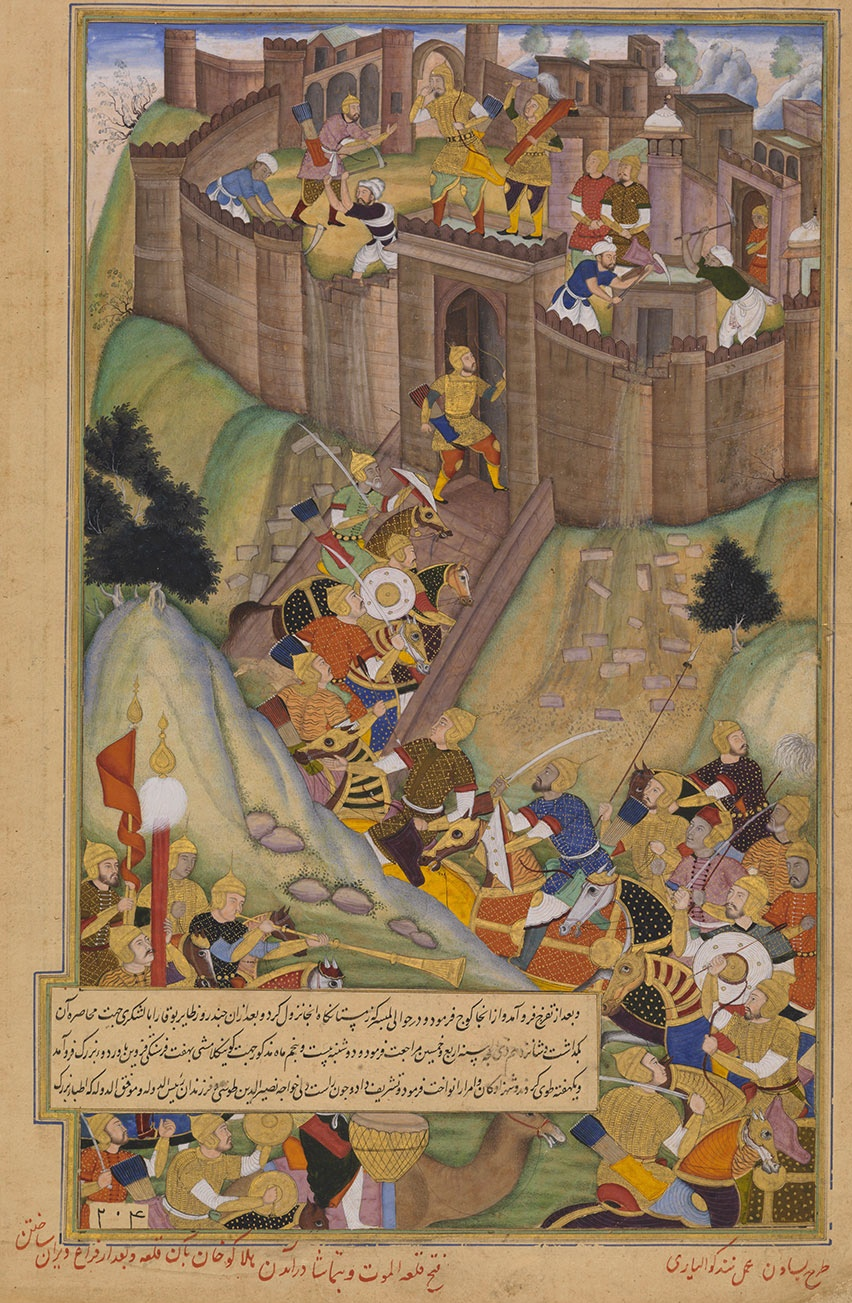
Assassinernas fäste i Alamut

En assassin är i överförd bemärkelse detsamma som en lönnmördare. Vanligen avses dock den religiösa sekten assassinerna som fanns i Persien under 1100–1200-talen och var en utbrytargrupp ur ismailiterna. Idag används namnet Nizari-ismailiter och de har mer fredliga ändamål. Genom lönnmord och våldshandlingar utövade sekten ett fullkomligt skräckvälde i Persien och Levanten.
"Någonstans i det persiska riket omkring år 1000 e.kr. lovade kamraterna Hassan och Nizam att hjälpa varandra under livet om någon av dem blev framgångsrik. Nizam är den som når framgången snabbast och får till slut jobbet som den persiska sultanens vesir. Nizam infriade löftet och gav Hassan jobbet som guvernör. Hassan tackade nej för att han ville ha en högre post, och Nizam gav honom motvilligt en mer betydelsefull ställning i sultanens hov. Hassan blev snabbt en populär ämbetsman och hotade Nizams plats som vesir, och det fick Nizam att lura Hassan att begå tjänstefel och Hassan är tvungen att fly till Egypten där han vanhedrad lovar att hämnas på Nizam."
Detta är legenden om den senare så beryktade Hassan ibn Sabbah och hur sekten som höll Persien under järngrepp i cirka 150 år började.
Hassan började en ny religion och år 1080 åkte han runt i Egypten och Persien och samlade anhängare. Det uppfattades som kätteri så han gjorde det i hemlighet. Hans religion blev en succé hos de fattiga bönderna och snart var han tillräckligt stark för att kunna inta en borg på en bergstopp som blev deras bas ända tills den intogs av mongolerna och den sista stormästaren dog. Sektens lagbok, som allegoriskt omtolkade Koranen, var författad av Hassan, men högsta lagen var dock ledaren själv, som benämndes "den gamle från bergen". Bland Hassans anhängare fanns unga män, så kallade fedâwi (de sig offrande), som blint utförde alla hans befallningar.
Det har hävdats att ordet assassin etymologiskt kommer från arabiskans "haššāšīn" (حشاشين, som tolkades som "hasch-ätare" av européerna, när den korrekta översättningen var "folk som följer Al-Hassan". Och dess pluralform var namnet på denna mytomspunna sekt under 1100- och 1200-talet med fäste i Alamut i nordvästra Persien, nuvarande Iran. Om haššāšīn syntaktiskt skall tolkas som hasch-ätare kan det eventuellt förklaras med att haššāšīn semantiskt kommit att betyda "grövre brottsling" i största allmänhet. Det är i synnerhet en mera trovärdig uppkomst av namnet eftersom egentligen assassinerna förbjöd droger, vid ett tillfälle sägs det att stormästare lät avrätta sin egen son för att ha upptäckts dricka vin.   
Assassinerna gjorde sig kända för hänsynslöst användande av mord som vapen mot politiska motståndare. Det sägs att en assassin aldrig svek mördarorden när de väl invigts, och att de levde länge bland fiender för att sedan i ett obevakat ögonblick utföra morduppdrag utan minsta rädsla inför tanken på sin egen död.
Assassinernas fäste i Alamut utplånades år 1256 av den mongoliske härföraren Hülegü, men sekten fanns kvar även efter detta och Marco Polo skall enligt egen uppgift ha besökt dem år 1273. I och med utplånandet förstördes sektens bibliotek och därför är föga känt om dem idag.
Assassinerna har också gett upphov till en uppsjö konspirationsteorier.

## Assassiner i media
- Assassin's Creed-serien